# El libro de un hombre solo
El libro de un hombre solo (一个人的圣经 ), es una novela de Gao Xingjian, escritor chino nacionalizado francés que en el año 2000 obtuvo el Premio Nobel de Literatura. La versión en español fue editada por Ediciones del Bronce (Barcelona) en 2002 y tiene 540 páginas. La traducción corrió a cargo de Xin Fei y José Luis Sánchez.

## Argumento
El eje narrativo son los recuerdos de un hombre en soledad que, como se advierte desde la primera frase, “no ha olvidado que tuvo otra vida”. En la novela están presentes sus recuerdos de infancia, la muerte de su madre en un campo de reeducación, los problemas de su padre con la policía política, los años en que sirvió como “guardia rojo”, las distintas campañas para purgar al Partido Comunista chino de “enemigos de clase”, su posterior desencanto, su vida en Occidente.
Es la remembranza hacia el principio de la vida de un hombre en la China tradicional y su posterior paso a la China de Mao Zedong, sus aprendizajes y como su vida pasa de la tranquilidad hacia la represión, con el estallido de la revolución cultural china, que finalmente acaba con un derecho humano que es la libertad. Desde ese momento la individualidad pasa a formar parte de lo cotidiano, cada hombre, cada mujer es tan sólo un ladrillo en un muro que se supone como alentador en un ambiente de desesperanza y terror. 
Una novela inspiradora que hace pensar en la supuesta libertad que enarbola un sistema político que al final termina siendo verdugo de las garantías individuales que por naturaleza son inherentes a cada ser humano.
Se conjuga el erotismo, el amor, la violencia política, los buenos recuerdos, en una novela sencilla, con la característica de lo sublime.